# Återkorsning
Återkorsning, metod, som vanligtvis används inom växtförädlingen, för att bestämma om en dominant fenotyp är homozygot (AA) eller heterozygot (Aa) genom att korsa individen med en individ som är recessiv homozygot (aa).
Om individen med den dominanta fenotypen är heterozygot (Aa) blir ena hälften heterozygoter och andra hälften recessiva homozygoter, klyvningstalet blir alltså 1:1. Om individen istället är homozygot (AA) får alla avkommor den dominanta fenotypen, alla blir heterozygoter (Aa).